# Fehtija-moskee (Bihać)
De Fehtija-moskee is een moskee en voormalige katholieke kerk in de stad Bihać in het noordwesten van Bosnië en Herzegovina.
Het werd gebouwd in 1266 en is het oudste gotische gebouw van het land. Het werd oorspronkelijk gebouwd als een katholieke kerk gewijd aan Sint-Antonius van Padua, en werd vervolgens omgevormd tot een moskee na de verovering van Bihać in Habsburg-Kroatië in 1592 door het Turkse Ottomaanse Rijk. Bij het gebouw stond oorspronkelijk een klooster, dat ook werd vermeld in een 13e-eeuws oorkonde van de Kroatische adel.